# Armerad betong

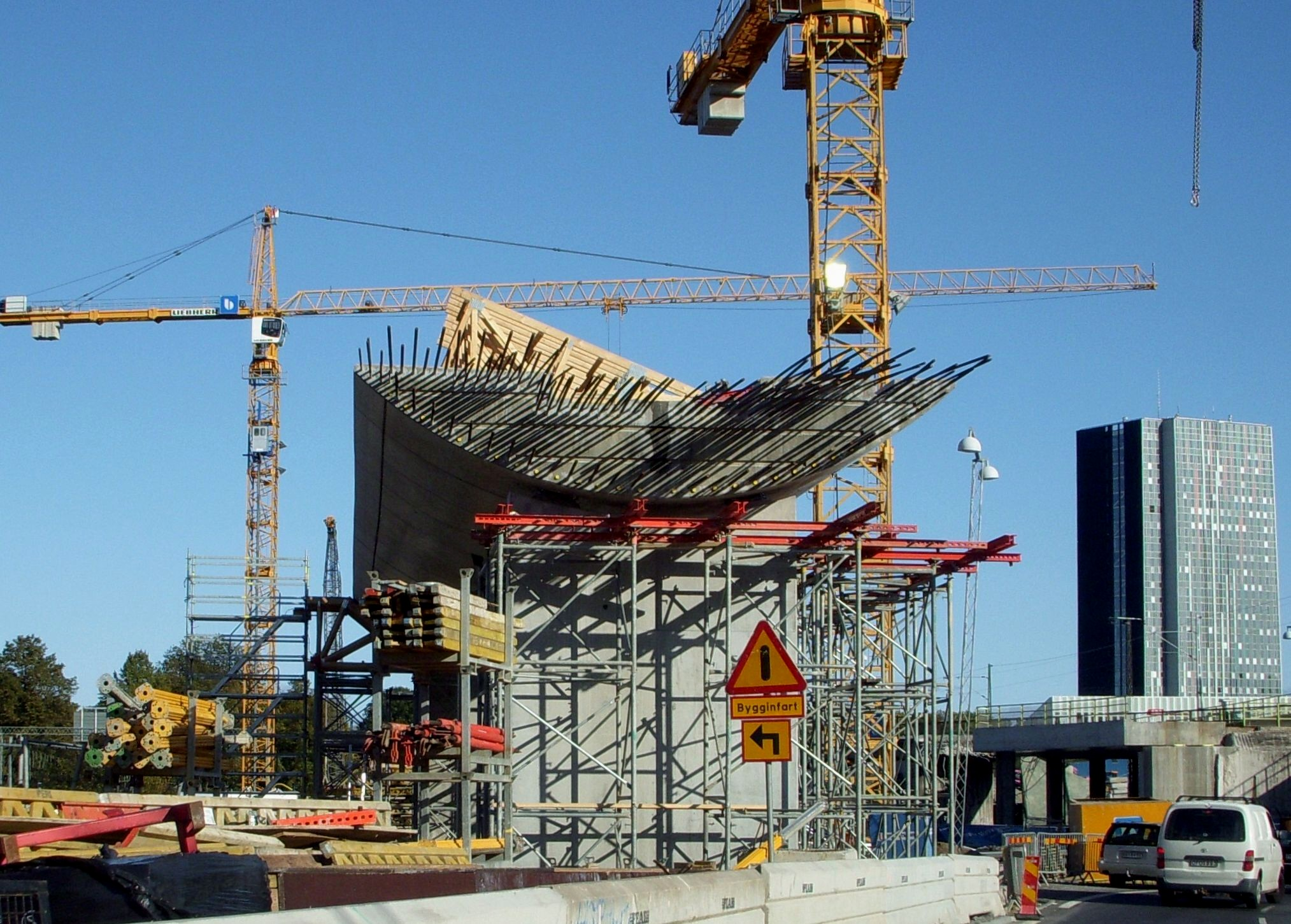
Armerad betong i järnvägsviadukten vid bygget för Norra länken, Stockholm.

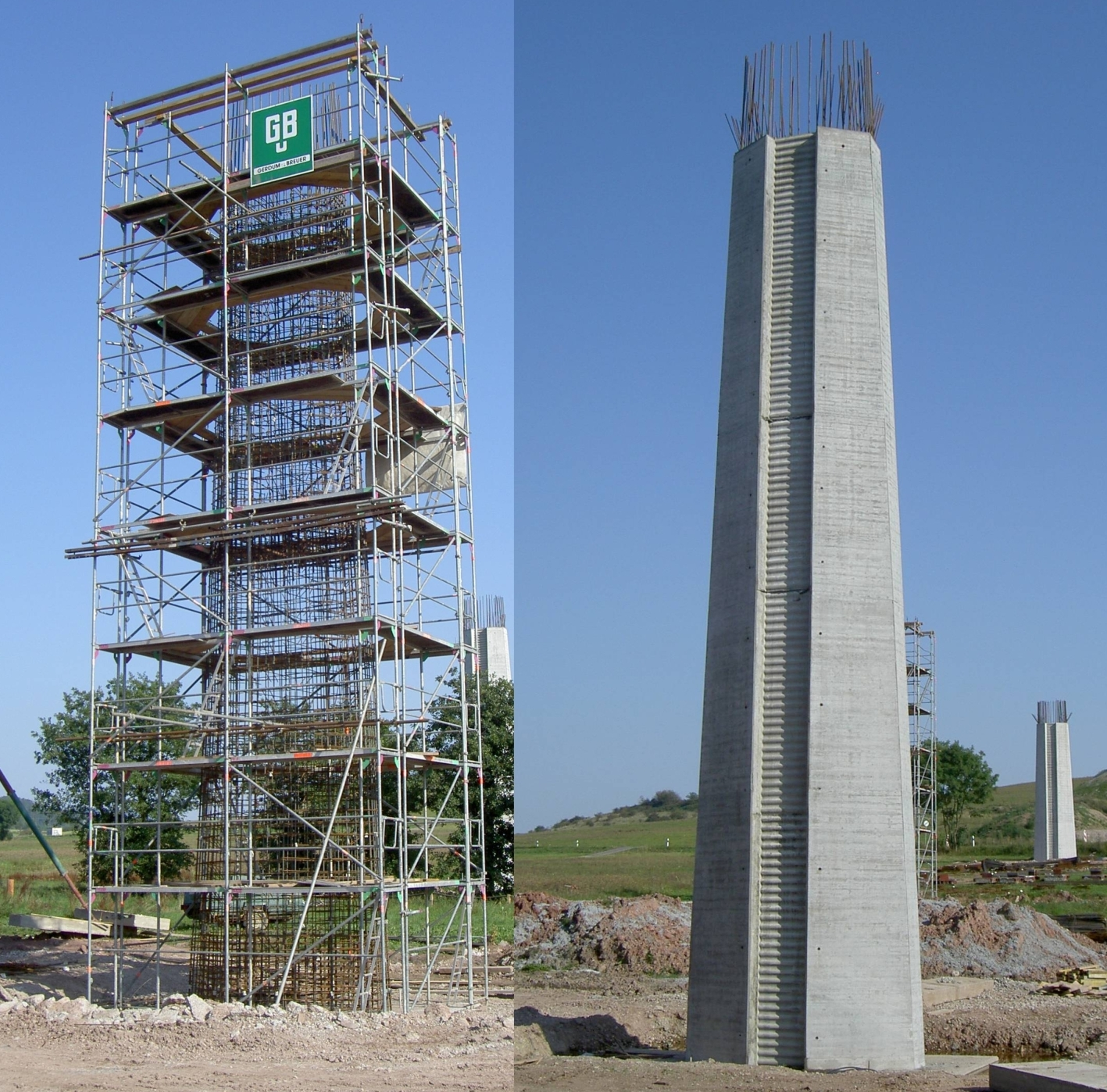
Bropelare med armering t.v. och i färdigt skick.

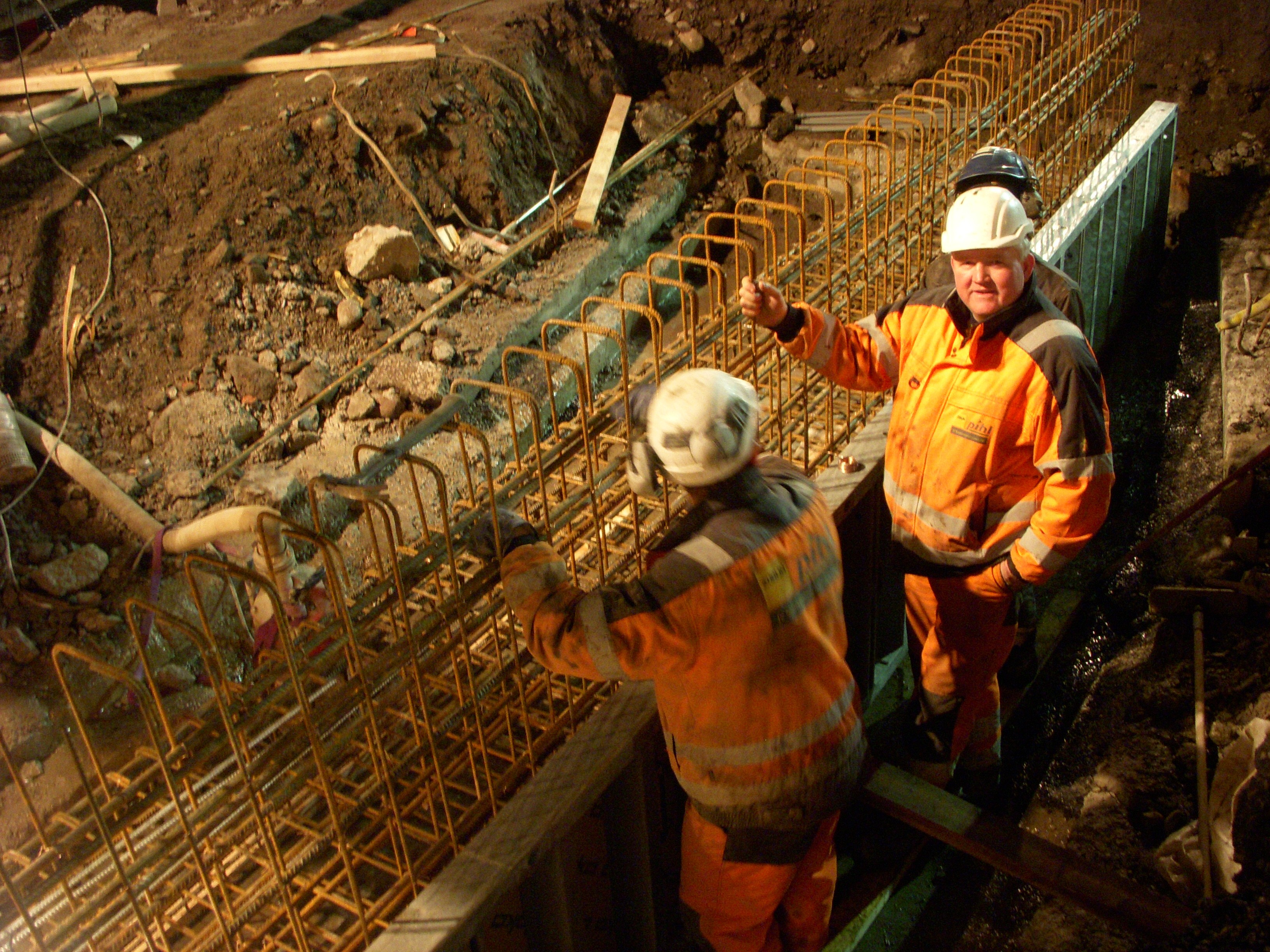
Armeringsarbeten för Söderströmstunneln.

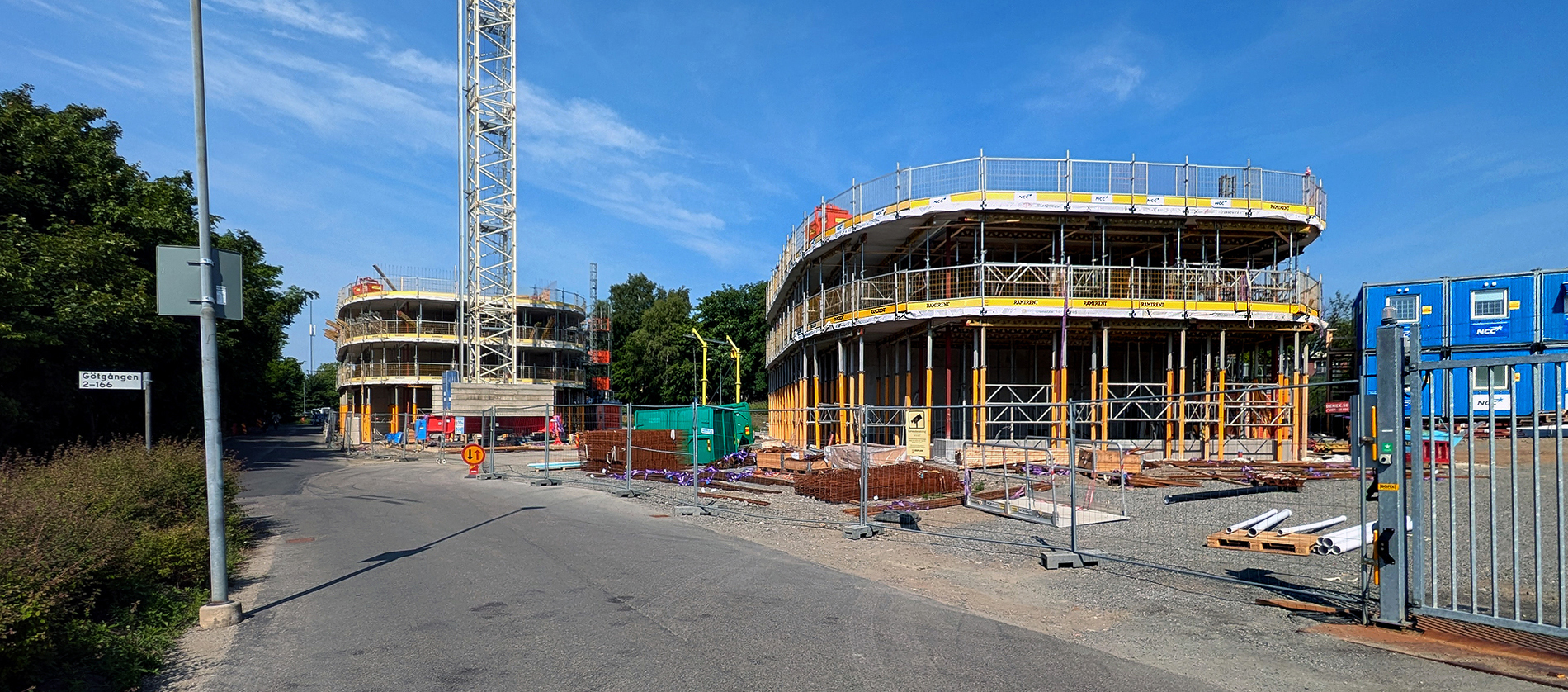
Ett nybygge i Ystad 2025, det nygjutna våningsplanen hålls upp av ett stort antal stämpor.

Armerad betong är en konstruktion som består av betong och ett förstärkande material, vanligtvis i form av armeringsjärn.

## Historia
Tysken Rabitz skall 1823 ha varit den förste som armerade väggar av romancement med järninlägg. Fransmannen François Coignet fick 1855 patent på en metod att armera betong och utförde under 1870-talet både balkar och broar med denna teknik. Britten William Boutland Wilkinson fick redan 1854 patent på en armerad betongbalk. Samma år uttogs även ett betongarmeringpatent av Joseph-Louis Lambot. Amerikanen T. Hyatt arbetade även under 1850-talet med olika konstruktioner av armerad betong och var den förste som klart uttryckte att betongens och järnets utvidgningskoefficienter är mycket snarlika.
Den som blivit mest känd som den armerade betongens uppfinnare är dock Joseph Monier (1823-1906), fransk tekniker, ursprungligen trädgårdsmästare. År 1867 fick han patent på stora blomkrukor av betong, på en stomme av järnstänger eller trådduk. Han vidareutvecklade detta till att omfatta betongrör och brobalkar m.m.
Under 1880-talet bidrog flera amerikanska tekniker som H P Jackson och E L Ransome till att förbättra metoden, och omkring 1890 slog den armerade betongen igenom som byggnadsmaterial. I Europa bidrog Joseph Moniers tyske licensinnehavare Gustav Adolf Wayss tillsammans med teoretikern Mathias Koenen till att lansera betongen. I en uppsats 1886 blev Koenen den förste att beräkna påkänningsfördelningen mellan järn och betong. Emil Mörsch utgav 1902 sitt standardverk Der Eiserbetonbau som under en lång rad av år i nya upplagor förblev det främsta läroböckerna i byggnation med armerad betong.
En tidig entreprenör inom området armerad betong var Julius Kahn (1874-1942) som tillsammans med sin bror Albert Kahn grundade Trussed Concrete Steel Co. USA, 1903. Den teknik de introducerade, som även inbegrep en rad patent, var en förutsättning för att kunna bygga de allt högre skyskraporna, speciellt på Manhattan där tomtpriserna tidigt låg högst i hela USA och gör det fortfarande än idag. Det var system enligt Julius Kahn som var den grundläggande teknik som låg bakom introduktionen av armerad betong på bred front i Sverige med början 1908 av Ivar Kreuger, Henrik Kreüger och Paul Toll vid grundandet av byggnadsbolaget Kreuger & Toll.

## Slakarmerad betong
Slakarmerad betong armeras med ospänd armering. Armeringsjärnen som används spänns inte innan konstruktionen belastas till skillnad från spännarmerad betong. Detta sätt är vanligt vid gjutningar på byggarbetsplatsen.

## Spännarmerad betong
I spännarmerad betong används en speciell sorts armering kallad spännarmering. Genom att spänna betongen så den blir tryckt innan den belastas kommer belastningar som vanligtvis ger dragspänningar först leda till minskad tryckspänning. Detta kompenserar till viss del betongens låga draghållfasthet och leder till mindre sprickor. Färre sprickor gör i sin tur att armeringen är bättre skyddad inne i betongen vilket ger en ökad beständighet. Det finns två typer av spännarmerade betongkonstruktioner:
- Förspända konstruktioner används framförallt vid elementtillverkning och innebär att armeringen spänns före gjutning. Efter att betongen hårdnat släpps spänningen. Armeringen vill då krympa till ursprunglig storlek vilket förhindras av betongen som får en tryckspänning. Prefabricerade element, tillverkade i fabrik, är ofta förspända.

- Efterspända konstruktioner används framförallt vid betonggjuting på plats och innebär att armeringen spänns efter gjutning, när betongen uppnått tillräcklig hållfasthet, men innan konstruktionen tas i bruk.

## Fiberbetong
Numera är det även möjligt att blanda in fibrer av stål, plast eller cellulosa i betongen för att ändra dess plastiska egenskaper (efter att betongen har gått i brott). Stålfibrer ersätter helt eller delvis användandet av armeringsjärn och fyller en liknande funktion med fördelarna att känslighet för rostangrepp reduceras (vid icke stålarmering). Plastfibrer kan minska plastiska krympsprickor och motverka brandspjälkning. Plastfibrer kan på grund av dess plastiska egenskaper medföra stora kryptöjningar om enbart dessa fibrer "armerar" betongen. Momentkapaciteten minskar gentemot armerad betong med samma stålmängd (kg/m3) men med den stora fördelen att det tidsödande arbetet med framtagning av armeringsritningar och montage av armeringsjärnen utgår, om inte armeringsjärn behövs för bärigheten.